# Calomys lepidus
Calomys lepidus és una espècie de mamífer rosegador de la família dels cricètids. Viu a altituds d'entre 2.600 i 5.000 msnm al centre del Perú, l'oest de Bolívia, el nord-est de Xile i el nord-oest de l'Argentina. El seu hàbitat natural són els herbassars situats a gran altitud. És una espècie en risc mínim, és a dir, no sembla que hi hagi cap amenaça significativa per a la seva supervivència.